# Jerzy Stefek
Jerzy Stefek (ur. 2 lipca 1938 w Katowicach, zm. 10 sierpnia 2019 tamże) – polski piłkarz, który występował na pozycji bramkarza.
Karierę juniorską zaczynał w zespole Dąb Katowice, gdzie grał do 1962 roku. Został zawodnikiem Górnika Zabrze. W sezonie 1962/1963 wystąpił w 2 spotkaniach, dzięki czemu drużyna wygrała mistrzostwa Polski. W kolejnym sezonie był wyłącznie bramkarzem rezerwowym, nie występując w żadnym spotkaniu. W latach 1964-1969 grał w zespole Star Starachowice. Ostatnim zespołem, w którym uczestniczył, był Polonia Iłża.
Zmarł 10 sierpnia 2019. Został pochowany na cmentarzu parafii św. Jana i Pawła Męczenników w Katowicach.